# Sherman Zwicker
Pour les articles homonymes, voir Zwicker.
Le Sherman Zwicker est une goélette auxiliaire de pêche en bois construite en 1942 au chantier naval Smith and Rhuland (en) , à Lunenburg, en Nouvelle-Écosse (Canada).

## Historique
Influencé par la conception du célèbre Bluenose, le Sherman Zwicker a été construit pour pêcher les Grands Bancs de Terre-Neuve. La goélette a été construite pour F. Homer Zwicker de Zwicker and Co. Baptisé officiellement en 1942, le F/V Sherman Zwicker est le dernier navire de pêche de type Salt Bank en état de marche. À son apogée, il faisait partie d'une flotte de centaines de goélettes en bois qui pêchaient dans la région abondante mais turbulente des Grands Bancs de l'Atlantique Nord. Moins de cinq membres de sa flotte restent dans le monde aujourd'hui, et le Sherman Zwicker est le seul à être pleinement opérationnel et entièrement restauré.

## Préservation
Aujourd'hui, il est un navire musée itinérant pleinement opérationnel qui visite régulièrement le Maine Maritime Museum à Bath, dans le Maine. Il participe fréquemment aux festivités des grands voiliers le long de la côte est et continue de visiter son port d'attache d'origine en Nouvelle-Écosse et à Terre-Neuve.
En 2014, le Grand Banks Schooner Museum Trust a offert le Sherman Zwicker à la Maritime Foundation (en) pour assurer sa préservation pour les générations futures. La Maritime Foundation lui a trouvé une nouvelle maison au Pier 25 de Hudson River Parks à New York, où il est entretenu grâce aux recettes de Grand Banks, un bar à huîtres saisonnier primé qui fonctionne sur sa terrasse.

## Galerie
|                       |
| Maine Maritime Museum |

|           |
| Timonerie |

|                   |
| Hudson River Park |